# Vojenský řád sv. Jindřicha
Vojenský řád sv. Jindřicha (německy Militär-Sankt-Heinrichs-Orden) byl saský řád. Založil ho dne 7. října 1736 saský kurfiřt a polský král August III. v Hubertusburgu v jedné třídě. Do roku 1807 byl udělován jen výjimečně, a proto byl v tomto roce obnoven jako Královský saský vojenský řád sv. Jindřicha a byl rozšířen na tři třídy. Dne 23. prosince 1829 přidal saský král Antonín čtvrtou třídu a dal řádu statuta. Řád zanikl pádem monarchie v Sasku v roce 1918. Pojmenován je po svatém Jindřichovi II., římském císaři.

## Vzhled řádu
Původním odznakem byl oválný zlatý medailon s vyobrazením císaře Jindřicha II. v plném majestátu, tj. s korunou, hermelínovým pláštěm, žezlem a jablkem.
Odznakem po obnově řádu roku 1807 je zlatý maltézský kříž s bíle smaltovaným lemem a převýšený korunou. Pod jeho rameny se vine zelený routový věnec. V kulatém zlatém středovém medailonu se nachází postava sv. Jindřicha II. s královskými insigniemi. Okolo se vine modrý pás, na kterém byl po povýšení saského kurfiřtství na království přidán nápis FRIED. AUG. D. G. REX SAXONIAE INSTAURAVIT (Fridrich August z Boží milosti král saský založil). Na zadní straně se nachází saský zemský znak, na modrém pásu pak heslo VIRTUTI IN BELLO (Válečné zásluze).
Hvězda velkokříže je zlatá a osmicípá se postavou Jindřicha II. ve středu a řádovým heslem okolo. Hvězda komandéra byla čtyřcípá.
Stuha bleděmodrá s oranžovým postranním pruhem.

## Dělení
Původně jediná třída se rozrostla v roce 1829 na čtyři. Jelikož řád nemohli obdržet poddůstojníci a řadové mužstvo, vznikla ještě zlatá a stříbrná medaile sv. Jindřicha.
- I. třída: velkokříž - velkostuha, hvězda
- II. třída: komandér 1. třídy - u krku, hvězda
- III. třída: komandér 2. třídy - u krku
- IV. třída: rytíř - na prsou

- zlatá medaile
- stříbrná medaile[1]

## Galerie

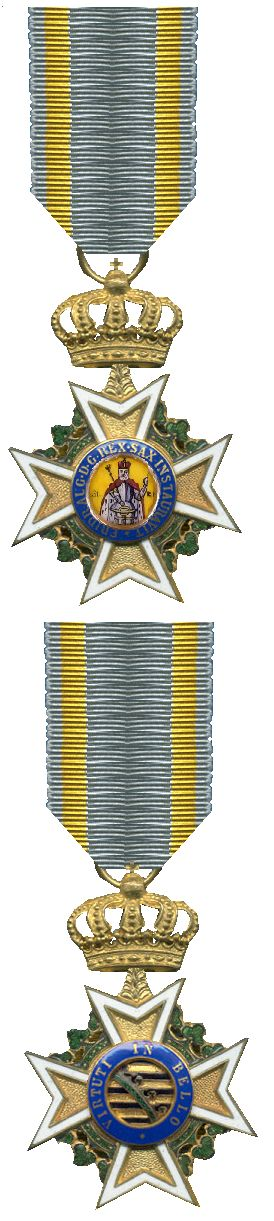
Odznak řádu IV. třídy (rytíř)
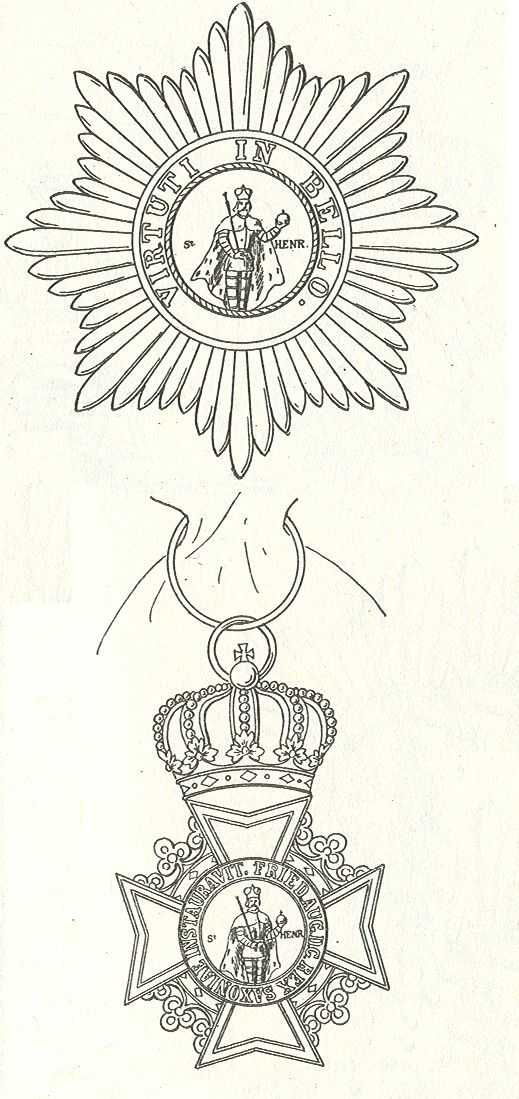
Odznak řádu na velkostuze a hvězda řádu
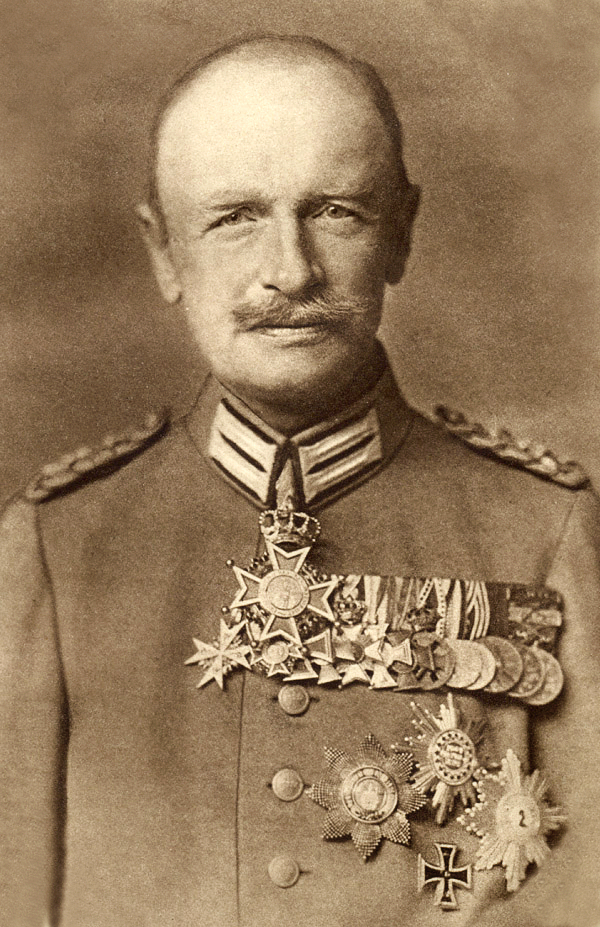
Král Bedřich August III. Saský s řádem sv Jindřicha na krční stuze a s hvězdou